# Kimolos
Kimolos (în greacă Κίμωλος, în latină Cimolus) este o insulă grecească din Marea Egee. Se află în sud-vestul grupului de insule Ciclade, lângă insula mai mare Milos. Kimolos este centrul administrativ al comunei Kimolos, care include și insulele nelocuite Polyaigos, Agios Efstathios și Agios Georgios. Insula are o suprafață de 36 kilometri pătrați (13,900 mi2), în timp ce suprafața terestră a comunei este de 53.251 kilometri pătrați (20.560,326 mi2). La recensământul din 2011 s-a înregistrat o populație de 910 locuitori.

## Istorie
Kimolos este o insulă cu istoric bogat. Potrivit tradiției, este numită după Kimolos, primul locuitor al insulei. Echinousa este, de asemenea, un nume înregistrat al insulei în antichitate, probabil din cauza șarpelui Echidna (viperă), care este des întâlnit și astăzi pe insulă. Încă din epoca antică, a fost un câmp de luptă între Atena antică, conducătoarea insulei, și Sparta, conducătoarea orașului Milos. 
În Evul Mediu a fost cunoscută sub numele de Argentiera (în greacă Αρτζεντιέρα), din cauza terenurilor stâncoase de culoare argintie de pe coasta sa sudică. Încă din acele vremuri, aceste pământuri stâncoase au dat pământul Kimolia Gi-Kimolian, un bun comercial valoros, care a făcut din insulă un important centru comercial. A fost condusă de Imperiul Otoman până în 1829, când a fost anexată de statul grec împreună cu restul Cicladelor.

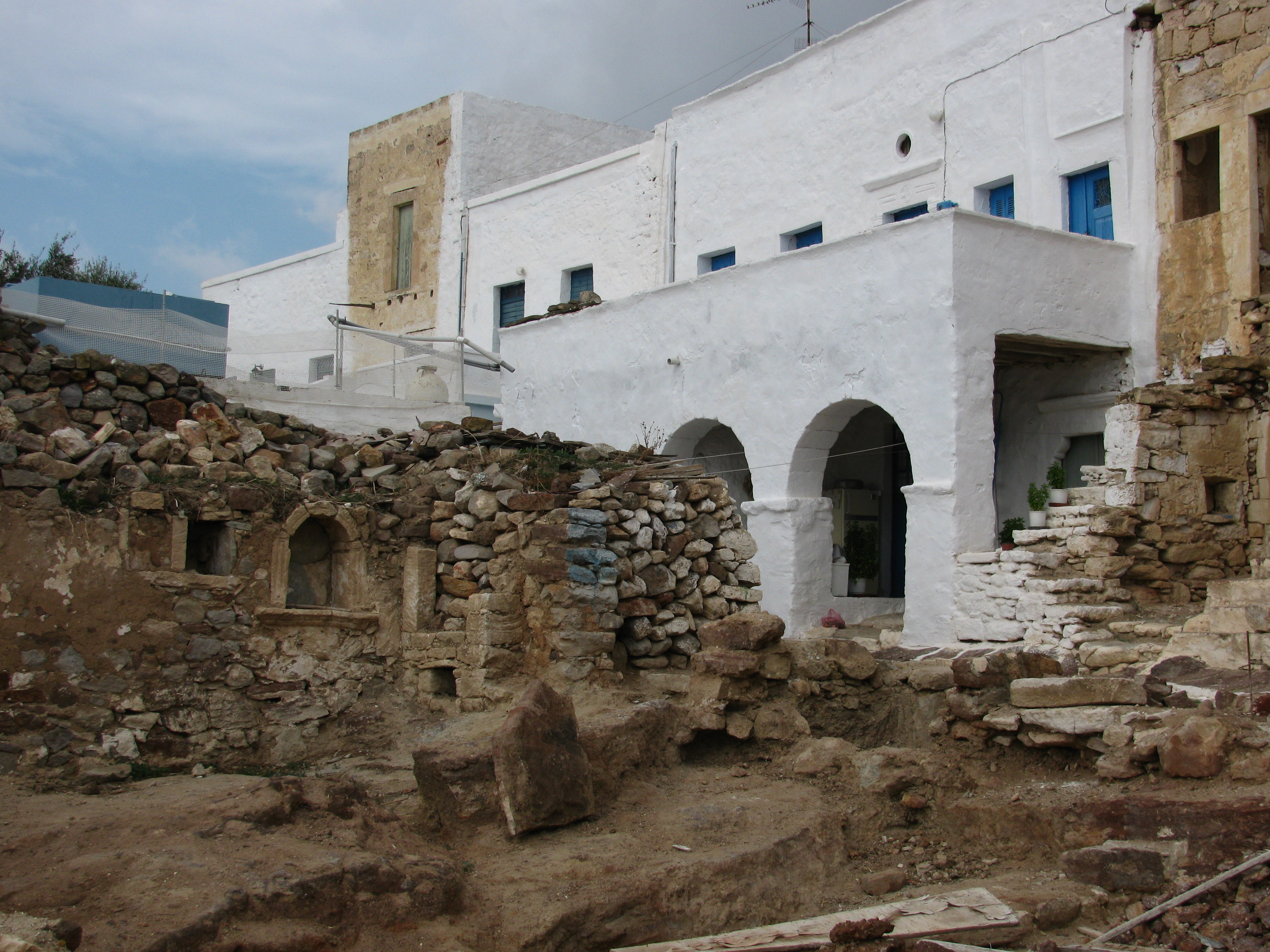
În interiorul castelului medieval

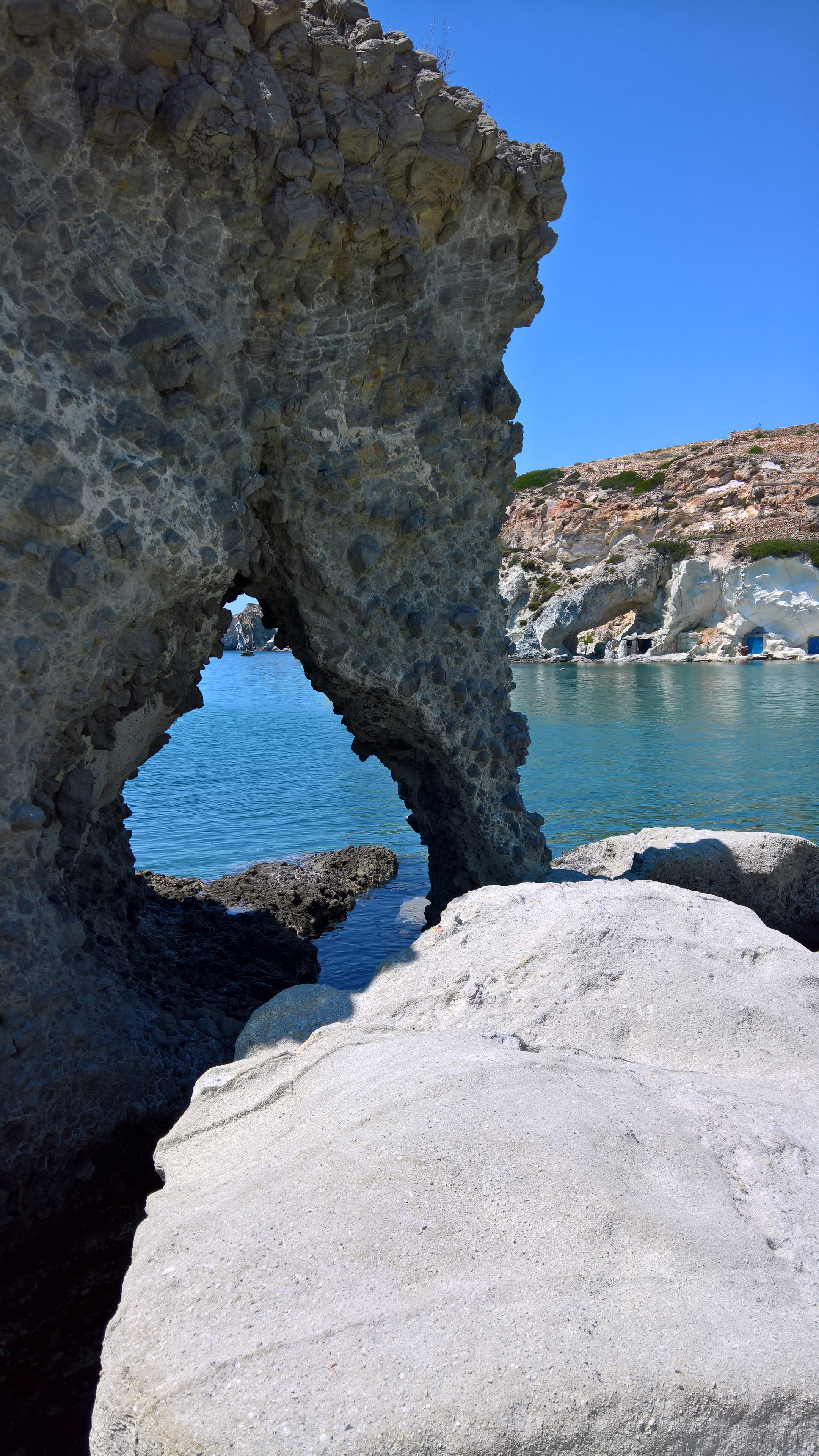

## Geografie
Kimolos se află la nord-vest de insula mai mare Milos, separată de aceasta printr-un  canal lat de 1 km. Are o formă rotundă, cu aproximativ o rază de 7 km. Insula are o suprafață totală de 36 kilometri pătrați (14 mi2). Cel mai înalt punct este muntele Paleokastro, la 364 metri (1.194 ft). Așezarea principală este Chorio, situată pe un deal în sud-estul insulei. Există, de asemenea, așezări mai mici: Psathi (portul insulei), Goupa, Kara, Prasa, Aliki, Bonatsa și Dekas.
La est de Kimolos se află insula Polyaigos, care are jumătate din dimensiunea ei. Polyaigos este cea mai mare insulă nelocuită din Marea Egee. De asemenea, face parte din comuna Kimolos.

## Geologie
Kimolos, Milos și insulele mai mici care le înconjoară aparțin arcului vulcanic din Marea Egee și constau în principal din roci vulcanice acide. În unele locuri, poate fi observată roca de bază pre-vulcanică. Suprafețe mari din Kimolos sunt acoperite de tuf, iar activitatea vulcanică poate fi evidențiată de izvoarele termale, existența unui câmp geotermal notabil, peisajul caracteristic și formele de relief ciudate. Insula este, de asemenea, bogată în minerale bazate pe siliciu și în minerale industriale semnificative.
Theodore Bent⁠(d) în decembrie 1883 a notat: „un fel de piatră poroasă albă, ușor de tăiat și foarte prețuită pentru construcție, pentru că se întărește cu timpul; este vechea „Terra Kimolia”, din care anticii au produs pământul lui Fuller” (un tip de argilă).
Una dintre cele mai faimoase formațiuni geologice de pe insula Kimolos este Skiadi. Aceasta este o piatră uriașă în formă de ciupercă care domină mijlocul unei mici văi din interiorul insulei. A fost creată printr-un proces numit ablațiune, în care praful transportat de vânt zgârie continuu roca, erodând straturile mai moi din partea de jos mai mult decât straturile mai dure din partea de sus. De-a lungul secolelor, piatra a fost modelată într-o formă caracteristică, unică.

## Rezidenți
Conform ultimelor recensăminte, populația din Kimolos este în scădere, iar în timpul iernii nu rămân mai mult de 600 de locuitori (majoritatea vârstnici). Populația minoră nu depășește 100, conform evidențelor școlare. Cea mai mare parte a populației active este implicată în industria turistică a insulei (hoteluri, restaurante) în combinație cu activitățile agricole, în principal pe timpul iernii.

## Administrația locală
După alegerile comunale din octombrie 2006, primarul insulei în perioada 2007-2010 a fost Theodoros-Gerasimos Maganiotis, care a publicat și singurul ziar al insulei, Kimoliaka Nea (Știri din Kimolos). Cu toate acestea, actualul primar al orașului Kimolos este Ventouris Emanuel Konstantinos. 
Kimolos are un departament de poliție local. Autoritatea portuară Kimolos este un departament al Gărzii de Coastă din Milos. Kimolos face parte din unitatea regională Milos.

## Transporturi

### Interne
Pe insulă toate vehiculele sunt permise, dar în timpul lunilor de vară, lipsa locurilor de parcare este cea mai importantă problemă în zonele populate, precum Chorio Kimolou și Psathi. Tipuri comune de combustibili sunt disponibile la stația de combustibil locală. Există, de asemenea, mijloace de transport în comun, cum ar fi autobuzul și taxiul, care efectuează trasee către plaje populare.

### Externe
Kimolos aparține liniei Cicladelor de Vest și este conectată la insulele din apropiere și la portul Pireu din Atena prin feribot pe tot parcursul anului și cu un feribot cu catamaran care circulă numai în sezonul turistic. Frecvența rutelor variază în funcție de sezon. În perioada turistică, de obicei are conexiune zilnică cu Pireu și alte insule. De asemenea, transportul prin Milos este posibil, datorită conexiunii frecvente a celor două insule cu feribotul local. În cele din urmă, Kimolos este o stație pentru legăturile locale între insulele Ciclade.

## Persoane notabile
- Kimon Digenis⁠(d), ofițer militar